# Rafa Lomana
Rafael Fernández-Lomana Gutiérrez, plus connu sous le nom de Rafa Lomana, né le 16 août 1965 à Santander, est un sportif, animateur de télévision et homme politique espagnol membre de Vox.

## Biographie
Fils du banquier basque Heliodoro Carmelo Fernández de Lomana y Perelétegui et de l'astur-leonaise avec des racines aristocratiques cubaines María Josefa Gutiérrez-García y Fernández-Getino, il est issu d'une famille de quatre enfants de classe dominante de Saint-Sébastien.
Frère de Carmen Lomana, la notoriété de sa sœur lui permet de participer à des émissions de télé-réalité qui le rendront célèbre.
Lors des élections générales anticipées du 10 novembre 2019, il est élu au Congrès des députés pour la XIVe législature.